# 정관어린이도서관
정관어린이도서관은 부산광역시 기장군에 있는 군립 어린이 도서관이다.

## 연혁
- 2013년 6월 1일 개관

## 이용 시간
이용 시간
- 엄마랑 아가랑 도서관, 어린이 도서관: 09:00 ~ 22:00

휴관일
- 매월 둘째, 넷째 화요일
- 설, 추석 연휴